# Philodendron lehmannii
Philodendron lehmannii är en kallaväxtart som beskrevs av Adolf Engler. Philodendron lehmannii ingår i släktet Philodendron och familjen kallaväxter.
Artens utbredningsområde är Colombia. Inga underarter finns listade.